# Gyraulus deflectus
Gyraulus deflectus is een slakkensoort uit de familie van de Planorbidae. De wetenschappelijke naam van de soort is voor het eerst geldig gepubliceerd in 1824 door Say.